# 麦地沟乡
麦地沟乡，是中华人民共和国四川省凉山彝族自治州冕宁县曾经下辖的一个乡。2019年12月，撤销麦地沟乡，所属行政区域划归里庄镇管辖。

## 行政区划
麦地沟乡撤销前下辖以下地区：
黄泥村、北西村、软心沟村和前峰村。